# カハイモエレア
カハイモエレア (Kahaimoelea)はピリ王朝の6代君主で、1285年から1315年までハワイを王として統治した 。カハイ4世またはカヒアモエレアイカアイクポウとも呼ばれる。 

## 概要
ワイピオ渓谷は、カハイモエレアによって王室の住居として最初に占領された。
カハイモエレアは、ハワイの王カラパナと妻のマラマアイハナアエの子。ハワイの王として父の後を継ぎ王となった。妻は異母姉妹のカポアカウルハイラアで子にカラウヌイオフア。

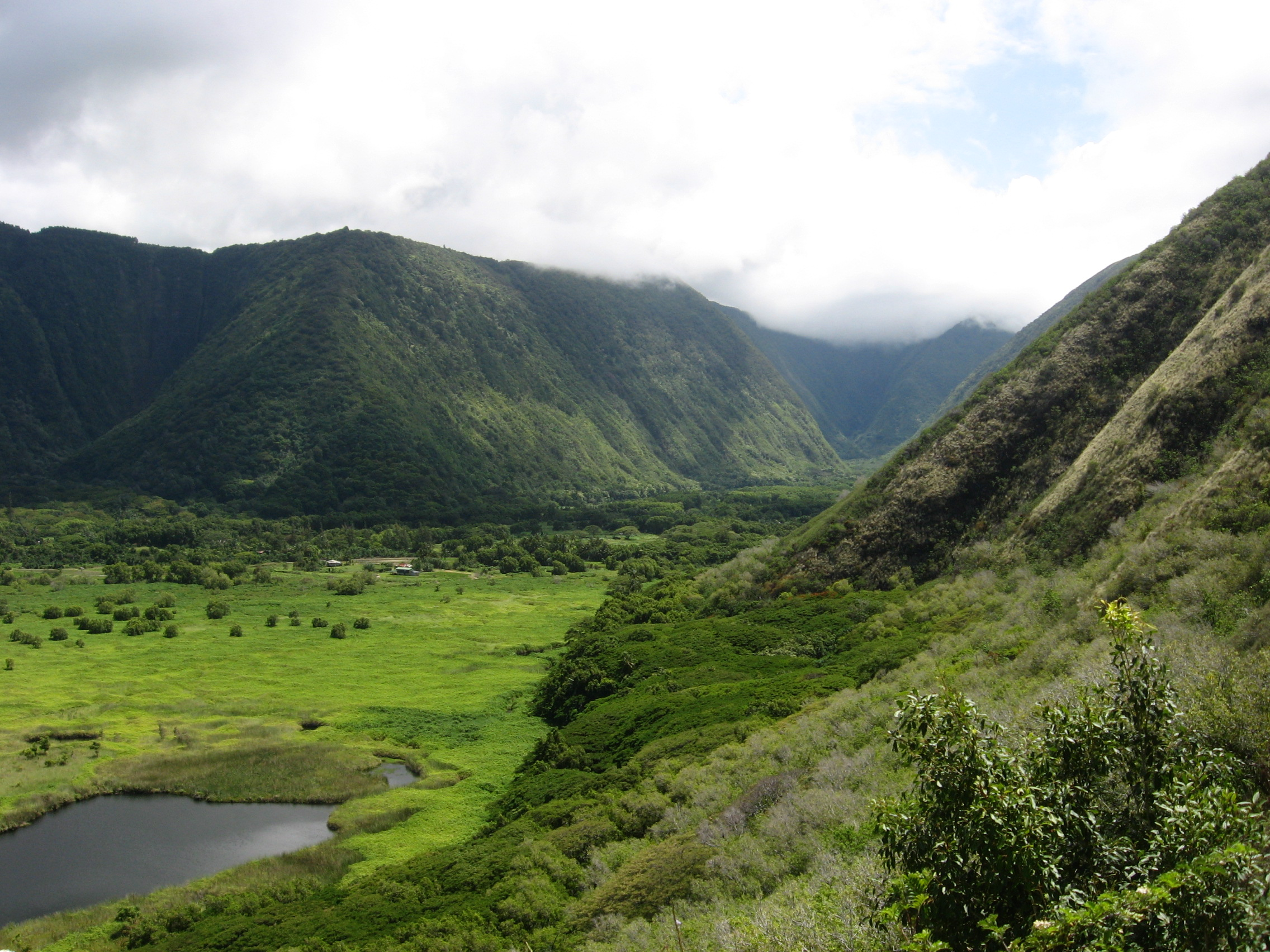
カハイモエレアの住居はワイピオ渓谷にあった。